# Gerhard Sellin
Gerhard Sellin (* 5. Oktober 1943 in Ratzeburg; † 13. September 2017) war ein deutscher evangelischer Theologe.

## Leben
Er studierte Theologie in Hamburg, Heidelberg und Kiel. Er war Assistent an der Universität Münster, wo er promoviert wurde. Nach der Habilitation war er Privatdozent in Münster. An der Universität Oldenburg war er Professor für Evangelische Theologie mit dem Schwerpunkt Neues Testament. Von 1992 bis 2009 war er Professor für Neues Testament und spätantike Religionsgeschichte an der Universität Hamburg. Sellin starb im September 2017 mit 73 Jahren.
Seine Forschungsschwerpunkte waren literaturwissenschaftliche Exegese, Philon von Alexandria, Theologie des Neuen Testaments, Markusevangelium und Epheserbrief.

## Publikationen (Auswahl)
- Studien zu den grossen Gleichniserzählungen des Lukas-Sonderguts. Die ανθρωπος-τις-Erzählungen des Lukas-Sonderguts, besonders am Beispiel von Lk 10, 25-37 und 16, 14-31 untersucht. Münster 1973, ISBN 0-521-07743-5 (zugleich Dissertation, Münster 1974).
- Der Streit um die Auferstehung der Toten. Eine religionsgeschichtliche und exegetische Untersuchung von 1 Korinther 15 (= Forschungen zur Religion und Literatur des Alten und Neuen Testaments, Band 138). Vandenhoeck und Ruprecht, Göttingen 1986, ISBN 3-525-53815-4 (zugleich Habilitationsschrift, Münster 1981).
- als Herausgeber mit François Vouga: Logos und Buchstabe. Mündlichkeit und Schriftlichkeit im Judentum und Christentum der Antike. Unter Mitarbeit von Stefan Alkier, Anja Cornils und Krischan Heinemann (= Texte und Arbeiten zum neutestamentlichen Zeitalter, Band 20). Francke, Tübingen u. a. 1997, ISBN 3-7720-1871-8.
- Der Brief an die Epheser (= Kritisch-exegetischer Kommentar über das Neue Testament, Band 8). Francke, Göttingen 2008, ISBN 978-3-525-51550-1.
- als Herausgeber Dieter Sänger: Studien zu Paulus und zum Epheserbrief (= Forschungen zur Religion und Literatur des Alten und Neuen Testaments, Band 229). Vandenhoeck und Ruprecht, Göttingen 2009, ISBN 978-3-525-53093-1.
- als Herausgeber Dieter Sänger: Allegorie – Metapher – Mythos – Schrift. Beiträge zur religiösen Sprache im Neuen Testament und in seiner Umwelt (= Studien zur Umwelt des Neuen Testaments, Band 90). Vandenhoeck und Ruprecht, Göttingen 2011, ISBN 978-3-525-55020-5.